# Genocídio indígena nos Estados Unidos
O Genocídio dos povos indígenas dos Estados Unidos durante o século XIX, que resultou no massacre de milhões e na destruição irreversível de várias culturas, feito sob a alegação de uma guerra justa, ou guerra indígena, teve características próprias, que diferem o que aconteceu nos Estados Unidos do que aconteceu no restante da América. A limpeza étnica do oeste americano tornou-se política oficial do governo americano, que passou a declarar guerra às tribos indígenas sob qualquer pretexto. Assim os apaches foram destruídos pela ação do exército americano após a entrada de mineiros e bandidos no território dos apache. A eliminação dos índios também foi defendida por dificultarem o trabalho dos empreiteiros e empresários de ferrovias que construíam e cortavam suas terras com a nova malha viária, ou como uma forma de se desobstruir o solo das planícies, destruindo suas culturas de subsistência, substituídas por lavouras comerciais em contato com os mercados consumidores através do novo sistema ferroviário. Os indígenas foram paulatinamente empurrados pelo governo americano para territórios cada vez mais áridos, inférteis, isolados e diminutos. O antigo "Território Indígena", que cobria a superfície de 4 estados da União, acabou sendo abolido e trocado por pequenas e esparsas reservas indígenas. Em um discurso diante de representantes dos povos indígenas americanos em junho de 2019, o governador da Califórnia, Gavin Newsom, pediu desculpas pelo genocídio cometido em seu estado. Newsom disse: "Isso é o que foi, um genocídio. Não há outra maneira de descrevê-lo. E é assim que ele precisa ser descrito nos livros de história.

## História
Estimam-se mais de 25 milhões de índios na América do Norte e cerca de 2 mil idiomas diferentes. Ao fim das chamadas "guerras indígenas", restavam 2 milhões, menos de 10% do total. Para o etnólogo americano Ward Churchill, da Universidade do Colorado, esse mais de um século de extermínio e, particularmente, o ritmo com que isso ocorreu no século XIX, caracterizaram-se "como um enorme genocídio, o mais prolongado que a humanidade registra".
O genocídio nos EUA foi um processo com apoio declarado dos setores que deslumbravam a possibilidade de lucros com o extermínio generalizado dos índios e sua substituição por áreas integradas ao sistema de comércio, que renderia dividendos a banqueiros, fazendeiros, industriais das ferrovias e implementos agrícolas e outros capitalistas.

## Genocídio nos EUA em comparação com os genocídios latino-americanos
Os genocídios indígenas abaixo do Rio Grande em sua ampla maioria foram frutos das ações particulares locais e descoordenadas: invasores que ampliavam seus domínios de terras e servos (América Espanhola) ou escravos (Brasil) e que para tanto assassinavam a população nativa e destruiam o ambiente em que viviam.
Quando o Estado tomou as rédeas do processo de extermínio, sempre pretendeu caçar um único grupo ou tribo, perfeitamente definido quanto à etnia e ao território, como o decreto contra os botocudos elaborado por D. João IV, ou as guerras contra os Kaigang em Guarapuava, ou a questão dos índios araucanos no Chile e os mapuches na Argentina. Muitas vezes a pretensão tanto de particulares como de governos era não o extermínio completo das tribos, mas a sua interiorização e afastamento das novas áreas arrancadas à civilização ocidental, como foi o caso das investidas mexicanas contra os apache logo após a independência em 1821 - situação bem diferente da dizimação imposta pelo exército dos EUA poucos anos depois, principalmente dos índios navajo, que quase desapareceram por completo.
Nos EUA o extermínio foi preferencialmente obra de particulares até o século XIX. Durante dois  séculos, os invasores que arranhavam a costa leste combatiam com violência as incursões dos povos originários, que ofereciam justa resistência à invasão de seu território pelos bárbaros europeus, que não possuima nenhum respeito pelo ambiente e pela vida dos habitantes que eram os donos daquelas terras. Os povos originários conseguiram extirpar por algum tempo os núcleos de invasores europeus no século XVI. A expansão da fronteira para regiões densamente habitadas por índios, como Albany, na segunda metade do século XVIII, empurraram a participação dos colonos das Treze Colônias na Guerra dos Sete Anos, uma vez que os indígenas se cindiram entre aqueles que estavam com os franceses e aqueles que estavam com os ingleses e os colonos.
As ações do governo estadunidense se dirigiam para um limpeza étnica geral e irrestrita quanto aos grupos indígenas. Já não faziam mais distinção entre os grupos amistosos ou mesmo aliados e os mais hostis e agressivos.
Durante a Corrida do Ouro da Califórnia, o governo do estado entre 1850 e 1859 financiou e organizou unidades de milícia para caçar e matar nativos americanos no estado. Entre 1850 e 1852, o Estado destinou quase um milhão de dólares para as atividades dessas milícias e, entre 1854 e 1859, o Estado destinou outros US $ 500.000, dos quais quase a metade foi reembolsada pelo governo federal. O historiador contemporâneo Benjamin Madley documentou o número de índios da Califórnia mortos entre 1846 e 1873; Ele estima que durante este período pelo menos 9.492 a 16.094 índios da Califórnia foram mortos por não-índios. A maioria das mortes ocorreu no que ele definiu como mais de 370 massacres (definidos como a "morte intencional de cinco ou mais combatentes desarmados ou não-combatentes desarmados, incluindo mulheres, crianças e prisioneiros, seja no contexto de uma batalha ou de outra forma "). Os colonos também costumavam invadir aldeias indígenas para seqüestrar seus filhos por trabalho escravo, pois Benjamin Madley calcula que pelo menos entre 3 mil e 4 mil crianças indianas foram transferidas de seus pais dessa maneira. Algumas fontes afirmam que o propósito de sequestrar muitas meninas indianas era usá-las como escravas sexuais, e devido a isso 1/4 da população feminina da tribo Yuki contraiu doenças venéreas.

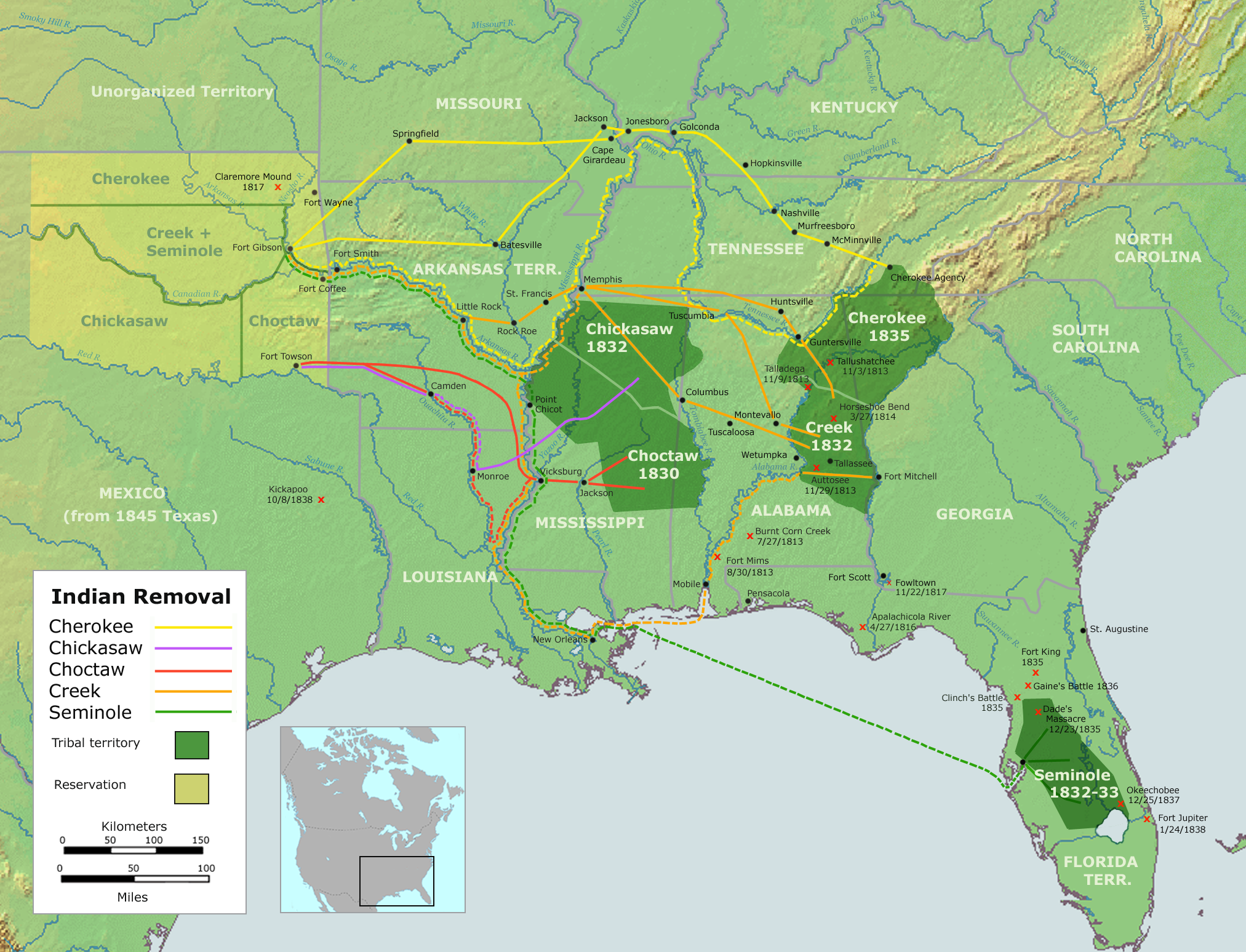
As rotas das tribos Choctaw, Seminole, Muscogee/Creeks, Chickasaw e Cherokee nas remoções indígenas no sudeste americano (Legendas em Inglês)

O extermínio foi feito através da disseminação de doenças ou de longuíssimas marchas forçadas, ou marchas da morte, que atravessavam um ou vários estados inteiros da União, nas quais todos os índios – crianças de colo, mulheres, idosos, enfermos - eram obrigados a fazer, e muitos morriam aos milhares pelo caminho. Essas marchas se destinavam às reservas delimitadas pelo governo americano, que eram os piores pedaços de terra de todo o país, que simplesmente não encontrariam interessados do Homestead Act de 1862, que eram também diminutas, onde muitos índios iriam simplesmente morrer de inanição ou com o impacto de morar em um clima e local totalmente estranhos ao que conheciam, sem que tivessem qualquer tecnologia para se adaptar às novas condições. Esses locais não deviam nada aos campos de trabalho forçados no meio do nada criados pela Rússia Imperial, com a diferença de que estes eram destinados a criminosos e não aos nativos do país que seriam expulsos de suas terras visando o lucro; ou aos campos de concentração nos Estados Unidos (que seriam recriados para aprisionar toda a população de ascendência nipônica nos EUA durante a Segunda Guerra). O extermínio ocorreu também por matança pura e simples, através de ataques ocasionais ou grandes operações de limpeza étnica empreendidas pelo exército, ou ainda nesse critério, através de ações de subsídios e gratificações para os particulares que se unissem ao esforço de extermínio, como pagamentos por cada índio morto.
A ideologia por detrás desse processo tinha um esteio bem evidente no darwinismo social e na eugenia, que, no século XX, dariam origem ao nazismo e ao holocausto.
Os genocídios promovidos pelos ingleses contra os colonos holandeses bôeres em 1903 ou os dos alemães contra tribos da atual Namíbia em 1907 (genocídio dos hererós e namaquas) tiveram como primeiro laboratório a política oficial do governo americano para a questão indígena. A posição de que eles deveriam dar lugar para que povos mais civilizados tirassem proveito dos recursos naturais ficava evidente nos discursos dos presidentes dos EUA.
Apesar de ser muito conhecida, a carta escrita em 1854, ao presidente dos Estados Unidos, pelo chefe Seattle, da tribo Suquamish, do Estado de Washington, depois que do Governo norte americano ter proposto a compra do território ocupado por aqueles índios, é uma exceção à regra. Em geral não havia oferta monetária ou qualquer outra, exceto a troca compulsória de terras vastas e férteis por pequenas reservas estéreis, pedregosas e áridas. Algo parecido foi feito com o povo filipino durante a Guerra Filipino-Americana e o Genocídio Filipino que se seguiu.
| “ | Tentamos correr, mas eles nos alvejavam como se fôssemos búfalos. Sei que há alguns brancos bons, mas os soldados deviam ser maus, para disparar contra crianças e mulheres. Soldados índios não fariam isso contra crianças brancas. | ” |

A limpeza étnica nos EUA foi contundente uma vez que não havia a escapatória de assimilação e mestiçagem, seguida de uma política de branqueamento, que foi largamente empregada na América Latina. A população branca não deveria se misturar aos índios, o que poderia enervá-la e torná-la decadente, como considerava-se decadentes povos que se miscigenaram, nem que fosse nas altas esferas, como a China da ultima dinastia Manchu. Por isso, sua desaparição física tinha que ser clara.
O governo dos Estados Unidos começou a exterminar populações indígenas inteiras, em eficientes operações de limpeza étnica, a começar com a temível varíola, contaminada em roupas e lençóis, que eram distribuídos entre estas comunidades, juntamente com os inúmeros conflitos criados pelo governo norte americano, onde o winchester dos soldados ianques falava mais alto. Os indígenas sobreviventes eram confinados em reservas cada vez menores e impróprias ao seu modo de vida, e aqueles que impunham qualquer resistência eram sumariamente executados.

## Ações genocidas

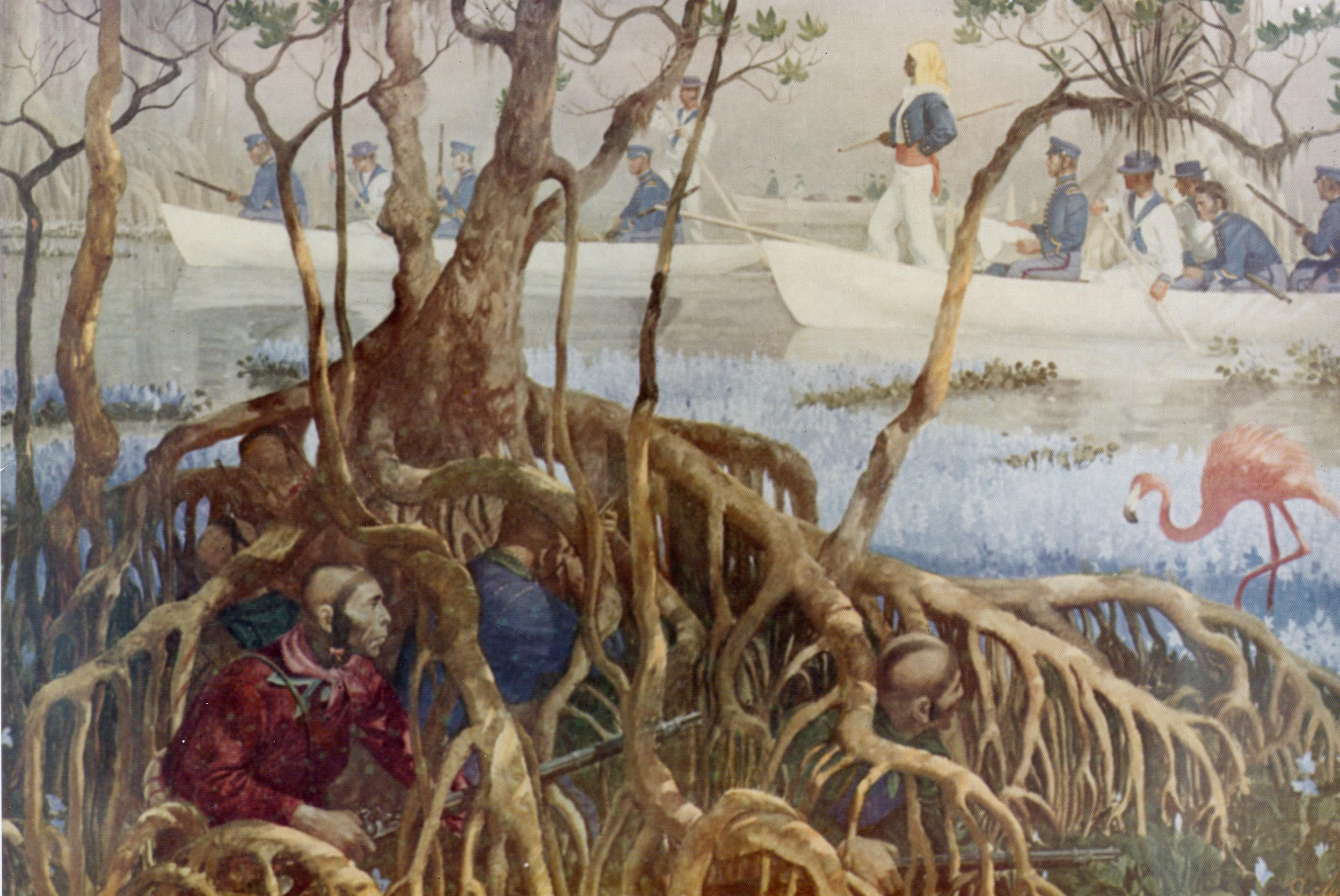
Marines caçam índios durante as Guerras Seminoles.

Os Cheyenne, por conta das marchas da morte as quais foram obrigados a realizar pelo governo americano, como a Trilha das Lágrimas, enfrentaram outros extermínios. Em novembro de 1864 houve o Massacre do Riacho de Areia, onde foram mortos mais de cem Cheyenne que estavam sob os cuidados do grande chefe Chaleira Preta. Este brutal ato de genocídio e as mutilações que se seguiram contra os indígenas, fizeram com que os Cheyenne não vissem outra alternativa senão entrar em guerra com soldados e colonos ianques, o que causou a quase extinção desta tribo.
Em 1874, o ouro foi descoberto nas Terras Sagradas dos Sioux e Cheyenne, em Black Hills, e em poucos dias milhares de garimpeiros invadiram as terras indígenas. As batalhas entre garimpeiros e indígenas foram sangrentas e, para garantir a extração do ouro, o governo norte-americano resolveu expulsar os Sioux de suas terras e levá-los para as reservas. Touro Sentado recusou-se a ir e o exército ianque foi mobilizado para remover o grande chefe Sioux e seu povo da região.
Tatanka Iyotake viria a se tornar o famoso chefe Touro Sentado, imortalizado pelo cinema e seriados de TV, nasceu em 1831, nas proximidades do Grand River, em Dakota, na tribo Hunkpapa, da linha Sioux. Era curandeiro.

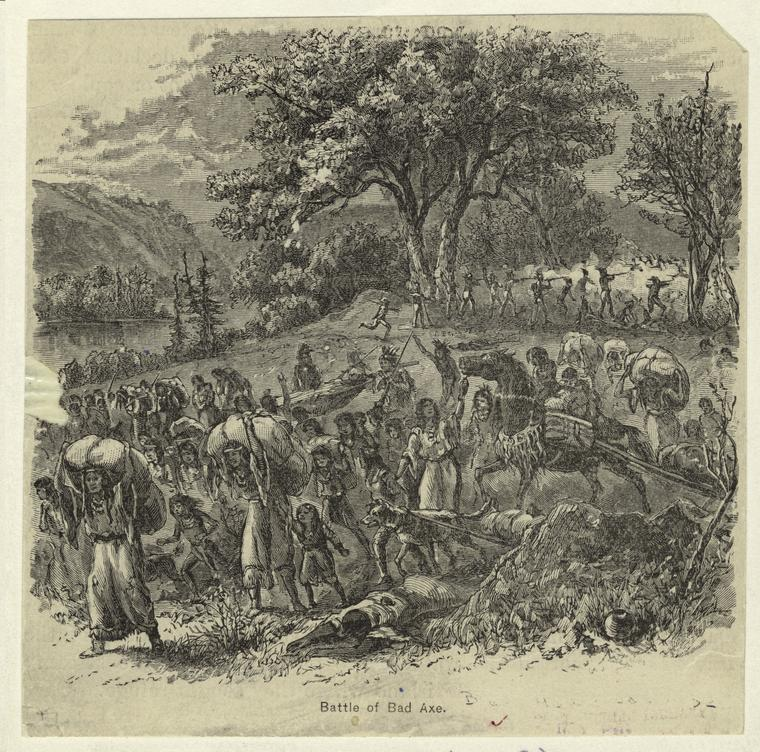
Milhares de índios fogem durante a batalha de Bad Axe, 1832

Ameaçado pelo exército dos Estados Unidos, e cansado das invasões dos homens brancos às suas Terras Sagradas em Black Hills, Touro Sentado e Cavalo Louco, ou Tashunkewitko, convocou os guerreiros Sioux, Cheyenne, Arapaho, Hunkpapas, sans arc, pés pretos, Miniconjou, Brule, Oglala, kettles e arikara para seu acampamento no vale de Little Bighorn, para lutarem juntos e defenderem as suas terras e famílias, contra a expedição de Custer.
Cavalo Louco, nascido em 1842, em 1866, havia participado do massacre do Capitão William J. Fetterman e sua tropa de 80 homens perto de Fort Kearny (hoje no Nebraska e na altura no território do Wyoming), e que foi considerada a pior derrota que o exército norte-americano sofreu nas mãos dos índios naqueles tempos.
A morte de Custer, nove dias antes da celebração do primeiro centenário do nascimento dos Estados Unidos da América, mobilizou a opinião pública norte-americana, os jornais e os membros do Congresso para alavancarem o extermínio indígena vistos agora, mais do que nunca, como Sel agenda e perigosos. Um exército que compreendia dez soldados para cada combatente indígena, foi enviado para o território que compreende o que hoje são os estados da Dakota do Sul e do Norte, Montana e Wyoming, exterminando os indígenas destas terras.
Em 1890, Touro Sentado retornou de seu refúgio no Canadá para vincular uma profecia de que um dia todos os combatentes indígenas mortos retornariam e expulsariam os homens brancos da terra roubada.
No mesmo ano aconteceu o massacre de Wounded Knee, realizado pela Sétima Cavalaria, que barbaramente assassinou 250 indígenas, na sua maior parte mulheres e crianças.

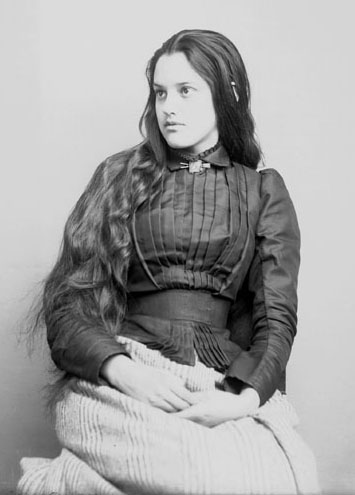
Marcia Pascal, Cherokee. (1880)

Em 1830, o presidente Andrew Jackson determinou a remoção de várias tribos, Cherokee, Chickasaw, Choctaw, Creek e Seminole, entre os anos de 1831 e 1838, das mais ricas terras do sudeste americano, para reservas a milhares de quilômetros de onde moravam, tendo que cumprir o trajeto – sob pressão dos militares americanos – a pé. Só entre os Choctaws, entre 2.500 e 6.000 morreram durante a remoção.
Em média, 1/3 da população morreu apenas para conseguir fazer a travessia épica.
Por isso esse acontecimento passou para a história como a Trilha das Lágrimas.
O estado da Geórgia desejava obter o direito de dispor das terras indígenas demarcadas por tratados dos tempos coloniais para poder entrega-las à especulação de terras. No desejo de fazê-lo o mais rápido possível, enviou corretores e agiotas para as terras indígenas para fazerem demarcações e loteamentos antes mesmo que os índios fossem obrigados a abandonar o local.
De 1871 a 1934, um modelo de atribuição de terras aos índios foi implementado pelo governo federal norte-americano.
Viveu-se uma política de assimilação forçada (allotment period and forced assimilation); crianças indígenas eram punidas nas escolas por usarem trajes típicos, por praticarem cerimonias tribais, pelo uso da língua nativa; tradições tribais eram vistas como inimigas do progresso. Para que a política oficial do governo americano, do tempo de Washington e Adams , quando os índios eram necessários como patrulheiros e soldados, fosse substituída, era necessário que os índios fossem parar no  limbo do formalismo jurisprudencial de meados do século XIX.
À luz de reflexão mais profunda, o momento transita com as complexidades jurídicas de acomodação de ideais democráticos e elementos decorrentes e sub-produtos do capitalismo; tratados eram assinados, mas jamais foram honrados; negava-se cidadania, negava-se também estado político autônomo, sob retórica protecionista, trilha sonora de inegável homicídio. A opinião do juiz Marshall, do Suprema Corte dos Estados Unidos, que analisou o caso, centrou uma dubiedade que matizava sua linha de pensar. Desenvolve raciocínio simpático aos índios que na conclusão despreza, ao não aceitá-los como nação livre e independente, reduzindo-os a grupos domésticos e dependentes.

## Documentos
- Debate no Senado sobre a remoção Cherokee, 15-17 de abril de 1830
- Carta de Winfield Scott para a nação Cherokee, 10 de maio de 1838
- Ordem do Gen. Winfield Scott para as tropas americanas

## Documentário
- The Trail of Tears: Cherokee Legacy (2006) -dirigido por Chip Richie com James Earl Jones